# Frosinone (provincie)
Frosinone is een van de vijf provincies in de Italiaanse regio Lazio. De hoofdstad is de stad Frosinone. De officiële afkorting is FR.
De provincie Frosinone is een gebied ten zuidoosten van Rome en haar grondgebied valt min of meer samen met de streek Valle Latina. Het betreft een heuvelachtig tot vlak gebied tussen de Tyrreense Zee en de Apennijnen. Gedurende zijn geschiedenis heeft het gebied tot aan de eenwording van Italië vrijwel altijd direct onder Romeins bestuur gestaan. Daarna werd het gebied verdeeld onder de Italiaanse provincies Caserta en Rome om in 1927 een zelfstandige provincie te worden. De provincie telt 478.000 inwoners op een oppervlakte van 3248 km². Belangrijkste plaatsen zijn de hoofdstad Frosinone, Sora en Cassino. De rivier Sacco stroomt van zuid naar noord door de provincie.
De provincie Frosinone grenst aan de provincies Caserta, Rome, Latina, Isernia en L'Aquila.
Frosinone · Latina · Rieti · Rome Hoofdstad · Viterbo